# Tábori Róbert
Tábori Róbert, született Tauber Róbert (Bácsalmás, 1855. november 10. – Budapest, Erzsébetváros, 1906. május 24.) magyar író, újságíró, Tábori Piroska (1892–1947) írónő és Tábori Lili (1897–1967) újságíró, rádióriporter édesapja, Tutsek Anna (1865–1944) férje.

## Életpályája
Tauber Ármin tanító és Grosz Nina fia. A középiskolát Baján, az egyetemet Bécsben és Budapesten végezte. A Baja című lapban kezdte meg hírlapírói tevékenységét 1873-ban, majd a Jász-Nagy-Kun-Szolnokban és számos más vidéki hírlapban folytatta. Munkatársa lett 1876-ban a bécsi Fremdenblattnak, később pedig a Morgenpostnak. 1883-1884 között a Berliner Zeitungnál dolgozott. A Pesti Hírlap valamint a Fővárosi Lapok levelezője volt 1881–1882 között. 1884-ben tért vissza Budapestre, majd júliusban a Pesti Hírlap szerkesztőségének tagja lett. 1887. július 10-étől 1890-ig szerkesztette Temesvárott a Délmagyarországi Közlönyt, utána pedig három éven keresztül Budapesten a Magyar Ifjúságot. Az 1880-as évek végén tárcaírója volt a prágai Politiknak és a berlini Deutsches Heimnak. Utolsó éveiben színházi referense volt a Pesti Naplónak és megalapítása óta helyettes szerkesztőként dolgozott az Új Időknél.

## Családja
Első felesége Engel Eugénia (Jenny) volt, akit 1882. január 29-én vett nőül Budapesten. 1900-ban, harmincnyolc éves korában elhunyt.
Gyermekei (első feleségétől):
- Tábori Mária Nina (1887–?)
- Tábori Piroska (1892–1947)
- Tábori Ilona (1897–?). Férje Donáth Gyula mérnök volt.

1900. június 16-án Budapesten, az Erzsébetvárosban házasságot kötött Tutsek Anna Emíliával, Tutsek József és Kis Cecília lányával. A két tanú Wolfner József és Pósa Lajos volt.
Gyermeke (második feleségétől):
- Tábori Jenő Róbert (1905–?)

## Művei
- A szobor titka (1885)
- Párbaj (1890)
- Az élet folytatásokban (1890)
- Ildikó (dráma, Temesvár, 1890)
- Temesvári királybíró (1892)
- A nagy játék (1893)
- Korhadt oszlopok (1895)
- A negyvenéves férfiú (1897)
- Óceánia (1898)
- Megfagyott pezsgő (1899)
- A királynő kesztyűi (1901)
- Beszédes Klára (novellák, 1905)
- Fehér keresztek
- Azután

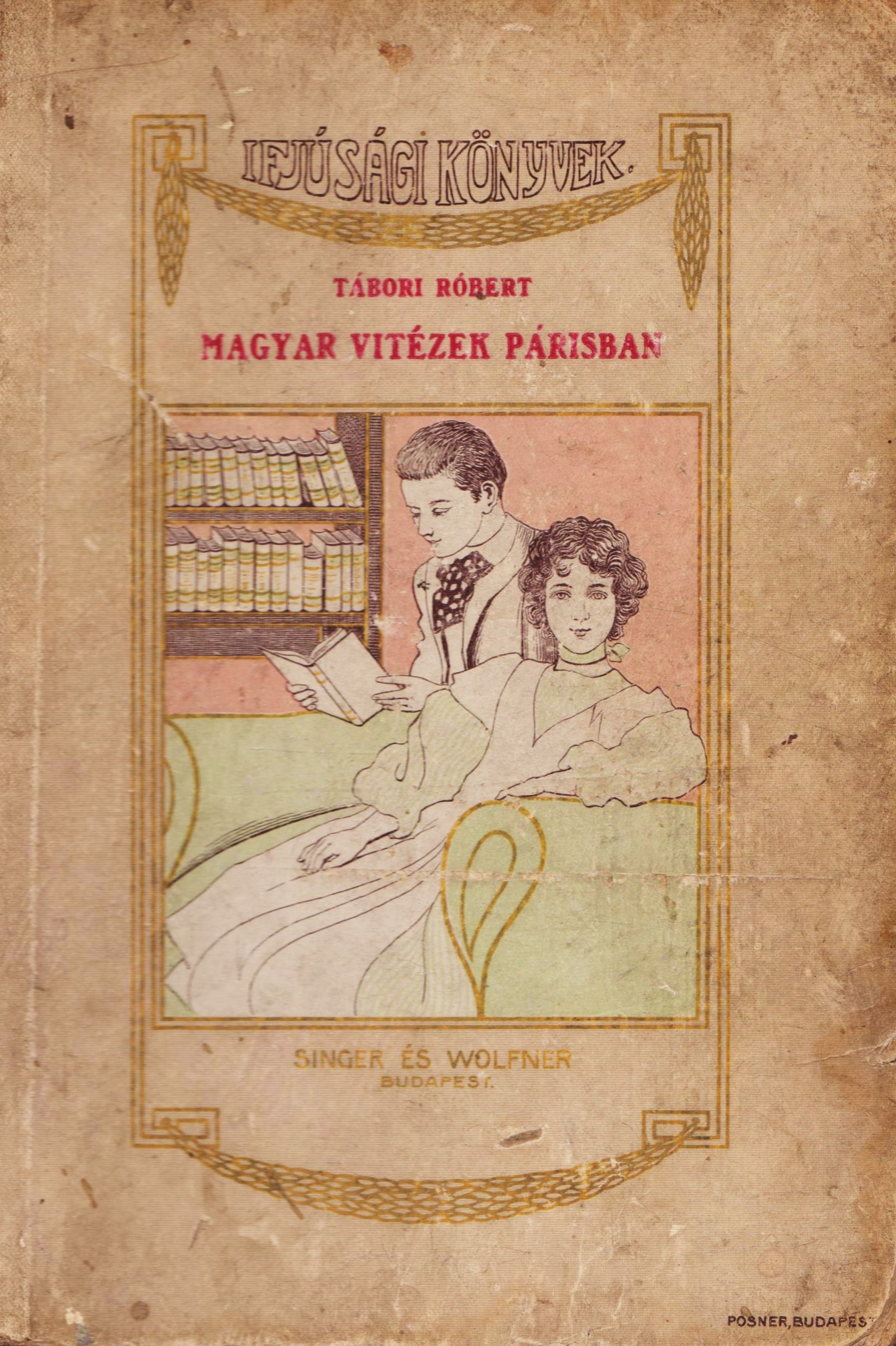

- Kétféle igazság (elbeszélések, Budapest, 1911)